# Tivela stefaninii
Tivela stefaninii is een tweekleppigensoort uit de familie van de Veneridae. De wetenschappelijke naam van de soort is voor het eerst geldig gepubliceerd in 1933 door Nardini.